# Шелота
Шелота — село в Верховажском районе Вологодской области. Административный центр Шелотского сельского поселения и Шелотского сельсовета. На 1 января 2019 года на территории сельского поселения Шелотское 23 населенных пункта, насчитывается 163 хозяйство с населением 401 человек. Всё население — русские.
Расстояние до районного центра Верховажья по автодороге — 69,5 км. Ближайшие населённые пункты — Афонинская, Макаровская, Фофановская, Малое Погорелово, Степаново, Чавровская, Якунинская, Горка-Назаровская, Дресвянка, Гарманово, Доронинская, Татаринская, Денисовская. Шелота расположена в 160 км от Вологды по трассе М8, расстояние до Москвы составляет 634 км.
*Шелота — название села, но широко используется для обозначения сельского поселения в целом, включающего в себя 23 деревни: Дресвянка, Малое Погорелово, Большое Погорелово, Степаново, Фофанская, Афонинская, Петраковская, Макаровская, Шелота, Якунинская, Татаринская, Доронинская, Чавровская, Горка Назаровская, Гарманово, Денисовская, Дорошевица, Анисимовская, Михалево, Столбово, Степачевская, Акиньховская, Горка Мальгина.

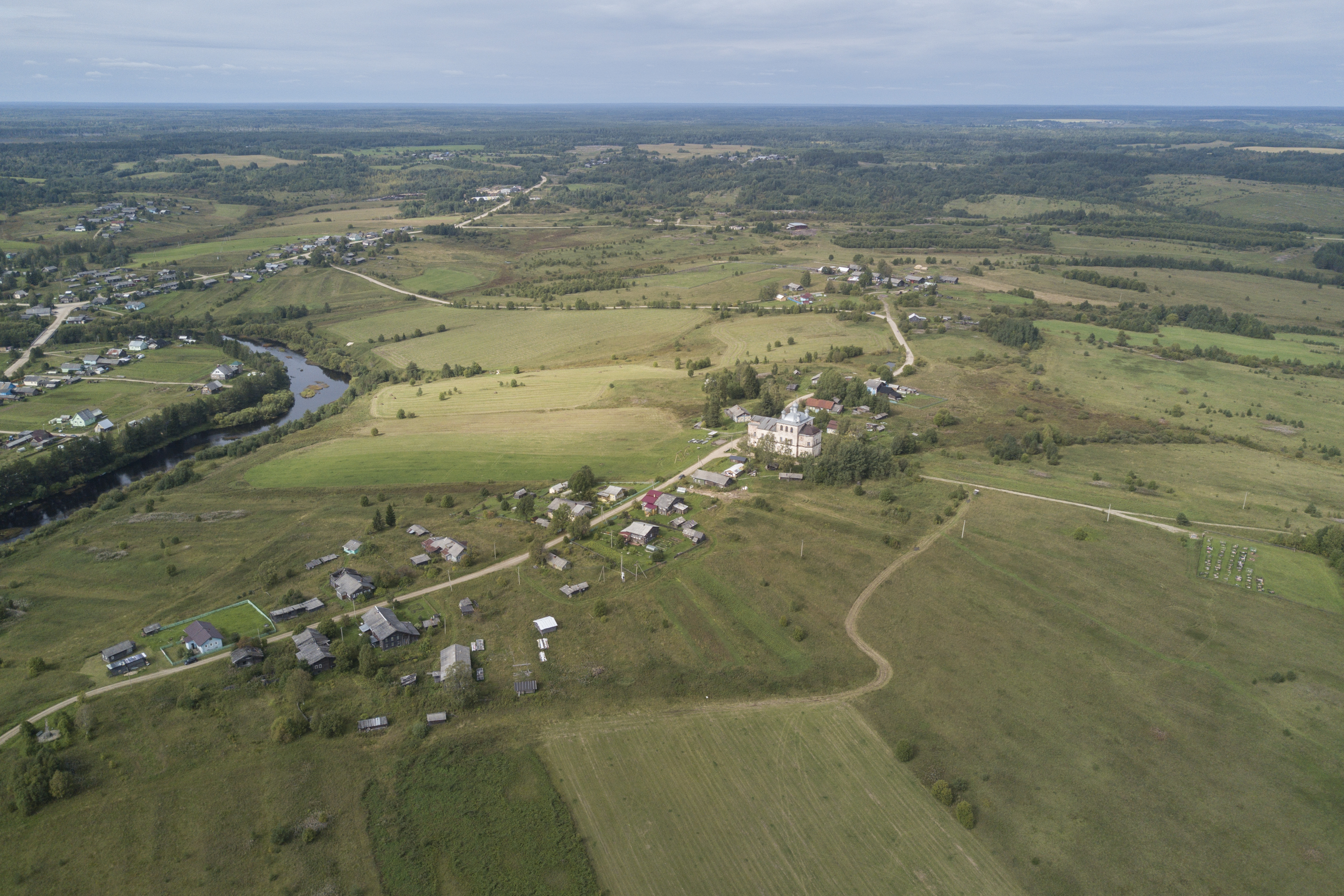
С высоты птичьего полета

## История
Шелота упоминается в исторических документах с 1471 года.
В июне 1858 году по старому Архангельскому тракту проехал Император Александр II. Сохранилась информация о впечатлениях императора от увиденной местности.
«На пути к следующей Никифоровской станции, не доезжая Шелотского волостного правления, есть большая гора, с которой начинается длинный и пологий спуск в долину. Государь, приказал остановиться и, встав в коляске, любовался представившеюся ему картиной. Отсюда открывался широкий кругозор с разбросанными здесь и там селами и деревнями, белеющимися церквями с их высокими колокольнями и шпицами, ярко блестевшими в лучах утреннего солнца, извивающегося светлую, серебристою лентой река Вага, леса, поля, пашни».
Вид, который открылся Его Величеству по пути следования вдоль реки Ваги, настолько впечатлил Государя Императора, что далее он ехал до деревни Сметанинской с открытым верхом коляски.

### Современный период
Сегодня Шелота — это место работы, отдыха и вдохновения для многих творческих людей. Режиссёры находят здесь отличную площадку для съемок, художники — место для плэнера, керамисты — место для экспериментов с дровяным обжигом. В 2020 году на территории сельского поселения прошли съёмки короткометражного фильма «Сашка».
С 2019 года некоммерческая организация «Центр культурных проектов Фестиваль» реализует проект «Шелота — точка притяжения». Проект заключается в привлечении творческих людей на сельскую местность и организации культурных мероприятий, в том числе «Керамического фестиваля в Шелотах», выставок, мастер-классов и лекций.

## Ремесла
В Шелотах сохраняются следующие традиционные и художественные ремесла:
1. Керамическое ремесло
2. Гончарное дело
3. Ткачество
4. Вышивка
5. Кружевоплетение
6. Плотницкое дело
7. Живопись

## Достопримечательности

### Троицкий храм[5]
Год постройки 1798. Храм расположен в деревне Макаровская в Шелотах. С холма, где расположена церковь, открывается волшебный вид на село.

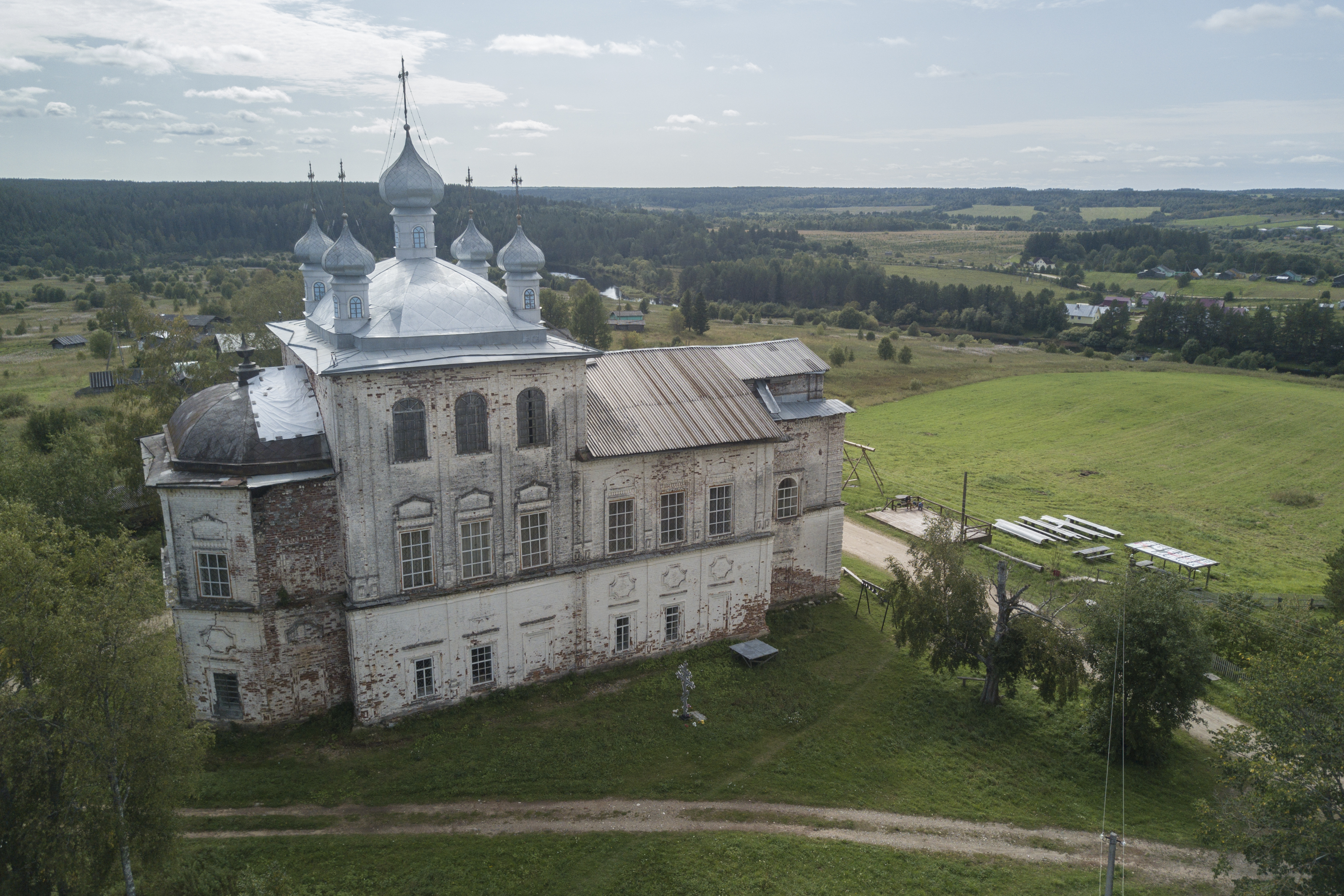
Троицкий храм

#### Убранство храма
На первом этаже три престола: Флора и Лавра, пророка Божия Илии и Святителя Николая Чудотворца. На втором этаже два престола: Живоначальной Троицы и во имя Рождества Пресвятой Богородицы.

#### История храма
Храм построен с элементами тотемского барокко, из-за чего можно предположить, что построен он был мастерами из Тотьмы. С 1801 года службы велись в храме круглый год. Первый этаж храма был отапливаемым, что позволяло вести службы зимой. В советское время, была до основания разрушена колокольня.
На текущий момент действующий в летнее время, ведётся литургия. Храм постепенно восстанавливают. Так в 2017 были отлиты колокола для будущей колокольни. Колокола отлиты на заказ в Тутаеве. А в 2020 году на главном фасаде установили витраж, сделанный мастером Георгием Федяевским.

### Троицкий родник
В 100 метрах от Макаровской лавы вверх по реке Вага, на юг, у леса с левой стороны находится Троицкий родник. По легенде родители больных детей повязывали на деревья рядом с родником тряпочку или вещь заболевшего ребёнка для скорого выздоровления. А ещё говорили, что родниковую воду давали испить человеку, который находился на грани жизни и смерти. Тогда его мучения заканчивались: он либо поправлялся, либо уходил в мир иной. В 2013 году родник обустроили, теперь к нему ведет длинная деревянная лестница.

### Обелиск в честь воинов-шелотян, погибших в Великой Отечественной войне 1941—1945 годов

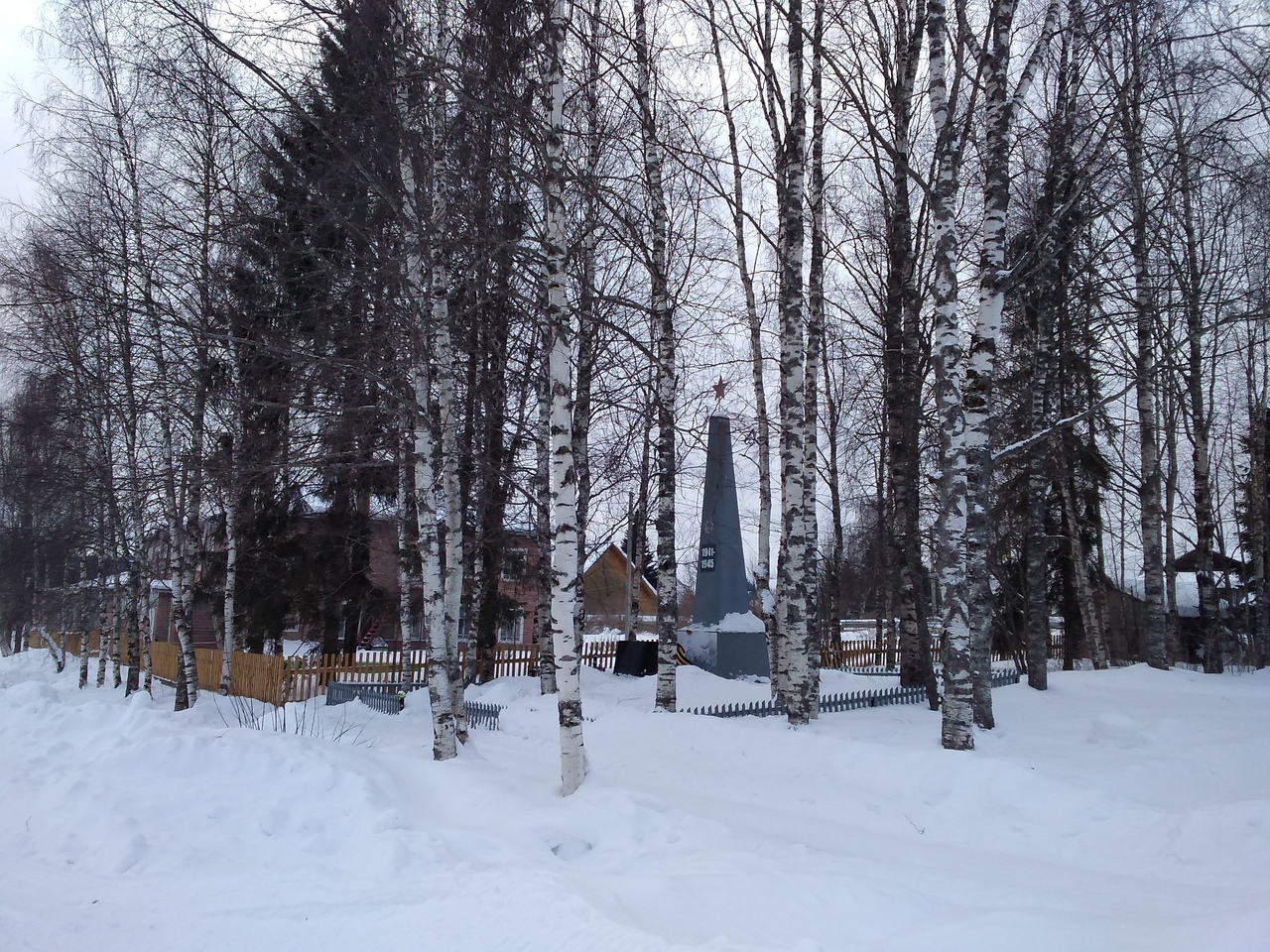
Обелиск в честь воинов-шелотян, погибших в Великой Отечественной войне

На фронт из Шелотского и Доровского сельсовета ушло 613 человек, из них 355 отдали жизнь за свободу и независимость Родины, а вернулось всего 258 человек. В память о невернувшихся с фронта было решено поставить обелиск.
Инициатива в создании памятника принадлежала участнику войны В. Н. Макарову. Обелиск появился в 1975 году, в год 30-летия Победы. Он был установлен между школой и ДК. На постаменте возвышалась небольшая стела.
К 40-летию Победы, в 1985 году, обелиск был обновлен. Новый обелиск стал выше, стройнее; вверху — пятиконечная звезда, на самой стеле орден Победы, даты «1941-1945», внизу нарисована Георгиевская ленточка и слова: «Вечная память землякам». Обелиск виден среди березок, которые посадили участники войны. Учащиеся Шелотской школы сажают около обелиска цветы и ухаживают за ними.
В 1995 году, в год 50-летия Победы, появился Вечный огонь, который зажигают каждый год 9 мая. А к 60-летию Победы у обелиска были установлены мраморные плиты с фамилиями участников войны, погибших на фронте.

### Поезд — печь Вага

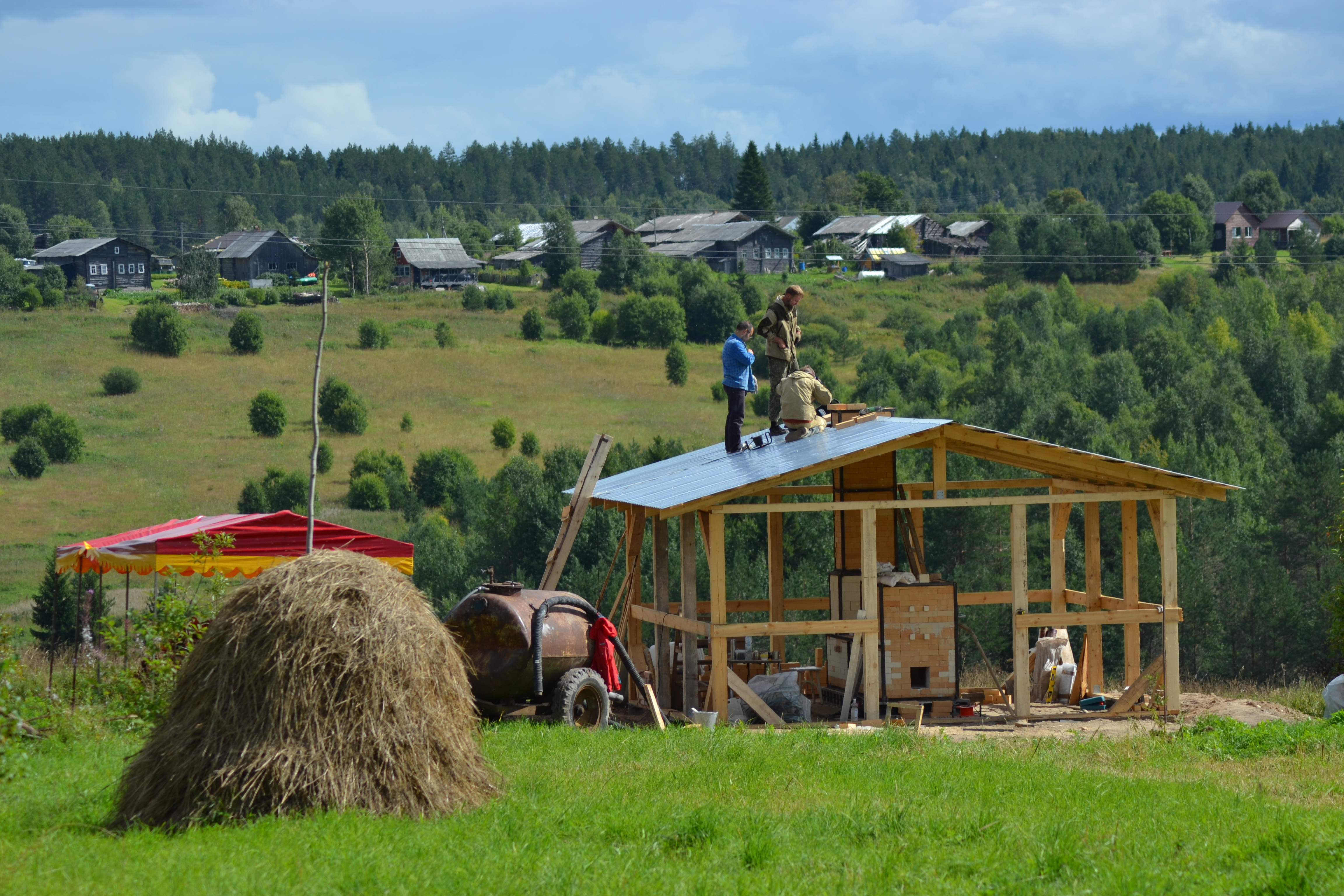
печь Вага

В августе 2020 года в деревне Макаровская появилась первая в России печь для дровяного обжига керамики типа «train kiln». Команда керамистов под руководством вологодского мастера Владимира Холщагина сложила печь за 5 дней, печь назвали «Вагой».
Проект был реализован некоммерческий организаций «Центр культурных проектов Фестиваль» при поддержке Фонда президентских грантов.

### Краеведческий музей
Краеведческий музей находится в деревянном здании возле Анютиного сквера, которое принадлежит шелотской школе. Внутри находится экспозиция деревенского быта, а также предметы советского времени, история шелотской школы, коллекция камней, найденных в окрестностях и т. д. Коллекция музея была собрана благодаря усилиям учителей, большинство экспонатов были отданы музею жителями Шелот и близлежащих деревень.

### Памятник Тендрякову
Владимир Фёдорович Тендряков- русский советский писатель, автор остроконфликтных повестей о духовно-нравственных проблемах современной ему жизни, острых проблемах советского общества, о жизни в деревне. Владимир Федорович родился в деревне Макаровская, и не раз писал в своих произведениях о родной земле. На месте разрушенного дома писателя сейчас стоит памятный камень.

## Рельеф и растительность
Рельеф образован в зоне предпоследнего московского оледенения. Рельеф имеет эрозионно-ледниковый характер.*
Растительность преобладает хвойная. Район богат полезными травами: иван- чаем (кипреем), таволгой (лобазником) и другими.
Животный мир типичен для северной части России: лось, бурый медведь, кабан, росомаха, заяц-беляк, лесная куница, барсук, волк, лисица; птицы — глухарь, белая куропатка, тетерев, рябчик. В реках и озёрах водятся лосось, нельма, лещ, судак, окунь, щука и др

## События

### Троицкие гуляния
Праздник Пресвятой Троицы издавна праздновали в Шелотах, но на какое-то время эта традиция была утеряна. Традиция возродилась в 2003 году, благодаря инициативе главы поселения. За это время Троицкие гуляния в Шелотах стали визитной карточкой не только сельского поселения, но и всего Верховажского района. В первопрестольный праздник Троицы, который выпадает на одно из воскресений в июне, в Троицком храме, украшенном полевыми цветами и березовыми ветками, проходит утренняя служба. По её окончании совершается крестный ход вокруг храма, а после начинается проходка по деревне: с песнями и танцами толпа спускается от храма на поле. Игрища, традиционные костюмы, танцы и пения, народные инструменты, атмосфера праздника и воссоединения с корнями- вот что такое Троицкие гуляния.

### Керамический фестиваль
С 2017 годе каждый год в августе в деревне Макаровская собираются керамисты и гончары, чтобы вместе лепить и обжигать изделия, обмениваться опытом и наслаждаться спокойствием деревни. За годы проведения фестиваля его гостями были художники из разных российских городов и стран таких, как Германия, Сирия, Йемен, Ливан. В 2020 года главным событием фестиваля стал дровяной обжиг в печи Вага.

## Гордость Шелот
На территории Шелотского сельсовета родились Герои Советского Союза Николай Евгеньевич Петухов и Павел Фёдорович Гущин.
Малиновский Павел Васильевич - священномученик из Шелот - родился 15 октября 1874 года в семье диакона Шелотовской Троицкой церкви и до 14 лет жил в этой деревне, молился в Троицком храм и причащался в нём. Осужден 23 августа 1937 года тройкой при УНКВД Коми АССР по статье 58.10 УК РСФСР к высшей мере наказания — к расстрелу.
Священный Синод Определением от 27 декабря 2001 года причислил иерея Павла Малиновского к лику святых и включил в Собор новомучеников и исповедников Российских XX века.
Ежегодно, начиная с 2010 года, 12 сентября в день памяти священномученика Павла Малиновского в храме Святой Троицы села Шелота совершается Божественная литургия и Крестный ход.